# Buitinga amani
Buitinga amani là một loài nhện trong họ Pholcidae. Loài này được phát hiện ở Tanzania.